# 宿題が終わらない
「宿題が終わらない」（しゅくだいがおわらない）は、SHISHAMOの自主制作CD。2012年10月17日にタワーレコード限定で発売された。

## 概要
- 2010年、川崎総合科学高等学校の軽音楽部で結成された柳葉魚（ししゃも）は、2012年5月13日に『TEENS ROCK IN HITACHINAKA 2012』に出場。「宿題が終わらない」、「君に告白した理由」、「熱冷まシート」の3曲を披露し、優秀賞とボーカル賞を受賞した。これを機にバンド名を「SHISHAMO」に改名。一部のリスナーや音楽関係者の間では注目を集めるものの、未だネット検索にも引っかからない状況だったが、軽音楽部の顧問の先生が通う地元のとんかつ屋で曲を流してもらったところ、お店に居合わせた音楽制作会社GOOD CREATORS RECORDSの関係者の耳にとまった。その後、川崎の雑居ビル内の小さなライブハウスでSHISHAMOのライブを見た関係者は衝撃を受け、彼女たちと作品が出せるようにレーベルとして準備をしていこうと決意したという[1][2][3][4]。
- 本作は2012年10月17日に発売され、音楽雑誌の『MUSICA』2012年11月号にインタビューが掲載された。情報はニッポン放送のディレクターの元にも届き、SHISHAMOは11月10日に『オールナイトニッポンR』のパーソナリティを担当した[1][2][3]。
- タワーレコード限定で発売された本作は、初音源にもかかわらずオリコンインディーズチャート7位を獲得した[5][注釈 1]。
- 付属の歌詞カードには収録された3曲のほかにも、後にアルバム『卒業制作』に収録される5つの楽曲の歌詞が掲載されている。仮タイトルの状態の曲もあり、「夢のはなし」は「天井（仮）」、「第3ボタン」は「新曲（仮）」と記載されている[7]。

## 収録曲
| 全作詞・作曲: 宮崎朝子、全編曲: SHISHAMO。 |                                     |          |            |      |
| #                                          | タイトル                            | 作詞     | 作曲・編曲 | 時間 |
| 1.                                         | 「宿題が終わらない」                | 宮崎朝子 | 宮崎朝子   | 3:47 |
| 2.                                         | 「君に告白した理由」                | 宮崎朝子 | 宮崎朝子   | 4:32 |
| 3.                                         | 「お菓子作り (20120827軽音部Live)」 | 宮崎朝子 | 宮崎朝子   | 2:19 |
| 合計時間:                                  | 合計時間:                           | 10:38    |            |      |

## 楽曲解説
1. 宿題が終わらない
  - 軽音楽部時代の柳葉魚は、GO!GO!7188を中心とした邦楽バンドのコピーを行っていた。2011年春に顧問の先生からオリジナル曲を制作するよう提案があったが、コピーバンドをやりたいという気持ちが強い宮崎は乗り気ではなかった。だがライブで自分よりも年下のバンドがオリジナル曲を演奏する姿を目にしたことと、吉川の熱意に押されて制作することを決め[注釈 2]、完成させたのが「宿題が終わらない」だった[4][9][10]。
  - 吉川は、音楽室近くの階段の踊り場で、宮崎による弾き語りで初めてこの曲を聞いたという。後のインタビューでは「バンドをやっていて一番嬉しかった」とオリジナル曲ができた時の喜びを語っている[8]。また、この曲は軽音楽部のOBから「単純なコードだけではなく、リフも付いていて構成がおもしろい」と評価された[8][9]。
2. 君に告白した理由
  - 「宿題が終わらない」が評価され自信を持った宮崎は、この曲と「熱冷まシート」（『卒業制作』に収録）を続けて制作した[9]。
  - 歌詞については、自分のことを書くのが恥ずかしかったので男の子目線にしたと話している[11]。この曲に登場する“学校で一番の美女”は「あの子のバラード」（『SHISHAMO』に収録）の“あの子”と同一人物で、「宿題が終わらない」、「行きたくない」（『SHISHAMO』に収録）の歌詞の世界ともつながりがある[12][13]。
3. お菓子作り (20120827軽音部Live)
  - SHISHAMOの「お遊び曲」として短くて楽しい曲を作ろうと思い、30分で完成させた。こだわって作った曲ではないというが、バンドで初めて合わせた時に考えていた以上に良い仕上がりになったとも語られている[8][11]。
  - 音楽評論家の鹿野淳はこの曲を「誰もができそうで誰もできない、まるで奥田民生の音楽のような圧力が一切ない魔力を感じる」と評しており[14]、2012年9月25日にはTwitter（現X）でSHISHAMOを称賛するコメントを発信した[15]。

## 収録アルバム
宿題が終わらない
- 『卒業制作』

君に告白した理由
- 『卒業制作』

お菓子作り (20120827軽音部Live)
- アルバム未収録

スタジオ録音版が『卒業制作』に収録されている